# Cisery
Cisery est une ancienne commune française, autrefois Cisery-les-Grands-Ormes, située dans le département de l'Yonne en région Bourgogne-Franche-Comté. Le 1er janvier 2019, elle devient commune déléguée de Guillon-Terre-Plaine.

## Géographie
La commune est traversée par l'autoroute A6.

## Histoire
Sur Cisery se trouve un site archéologique du bronze final III,.
Les habitants furent affranchis par leurs seigneurs en 1543.
Par un arrêté préfectoral du 24 décembre 2018, la commune se regroupe avec Guillon, Sceaux, Trévilly et Vignes pour former la commune nouvelle de Guillon-Terre-Plaine au 1er janvier 2019.

## Politique et administration
| Période    | Période  | Identité    | Étiquette | Qualité |
| ---------- | -------- | ----------- | --------- | ------- |
| avant 1981 | ?        | Jean Naulot |           |         |
| mars 2001  | en cours | Paul Millot |           |         |

## Démographie
L'évolution du nombre d'habitants est connue à travers les recensements de la population effectués dans la commune depuis 1793. Pour les communes de moins de 10 000 habitants, une enquête de recensement portant sur toute la population est réalisée tous les cinq ans, les populations de référence des années intermédiaires étant quant à elles estimées par interpolation ou extrapolation. Pour la commune, le premier recensement exhaustif entrant dans le cadre du nouveau dispositif a été réalisé en 2004.

En 2016, la commune comptait 52 habitants, en évolution de −1,89 % par rapport à 2010 (Yonne : −1,95 %, France hors Mayotte : +2,11 %).
| 1793 | 1800 | 1806 | 1821 | 1831 | 1836 | 1841 | 1846 | 1851 |
| ---- | ---- | ---- | ---- | ---- | ---- | ---- | ---- | ---- |
| 139  | 155  | 160  | 172  | 174  | 167  | 164  | 156  | 149  |

| 1856 | 1861 | 1866 | 1872 | 1876 | 1881 | 1886 | 1891 | 1896 |
| ---- | ---- | ---- | ---- | ---- | ---- | ---- | ---- | ---- |
| 150  | 160  | 183  | 156  | 161  | 167  | 150  | 147  | 137  |

| 1901 | 1906 | 1911 | 1921 | 1926 | 1931 | 1936 | 1946 | 1954 |
| ---- | ---- | ---- | ---- | ---- | ---- | ---- | ---- | ---- |
| 122  | 113  | 138  | 102  | 100  | 109  | 115  | 101  | 92   |

| 1962 | 1968 | 1975 | 1982 | 1990 | 1999 | 2004 | 2006 | 2009 |
| ---- | ---- | ---- | ---- | ---- | ---- | ---- | ---- | ---- |
| 110  | 101  | 89   | 70   | 73   | 62   | 62   | 61   | 54   |

| 2014 | 2016 | - | - | - | - | - | - | - |
| ---- | ---- | - | - | - | - | - | - | - |
| 52   | 52   | - | - | - | - | - | - | - |

## Lieux et monuments
- Église Saint-Aignan

La première église remonte à 1776 (elle a remplacé l'église-prieuré Saint-Agnan de Varennes). C’était une simple chapelle, agrandie en 1853 par la construction d’un nouveau chœur et d’une sacristie. En 1933, la toiture fut restaurée.
La nef est plafonnée tandis que le chœur est couvert d’une voûte en berceau plein cintre terminée par un cul-de-four ; une voûte en berceau plein-cintre transversal couvre la sacristie. 
La toiture se compose d’un toit à longs pans sur la nef, à deux pans sur le chœur, et, sur le clocher-mur, d’un toit en pavillon couvert d’ardoise.
- Croix en plein champ. Elle symbolise l'emplacement du prieuré-église-cimetière Saint-Agnan de Varennes. Le prieuré était déjà en ruine en 1666. L'église, menaçant de s'effondrer, a été vendue après la Révolution de 1789, pour les pierres. Le cimetière a reçu des sépultures jusqu'à la fin du premier tiers du XIXe siècle. Les érudits locaux ont cru y voir les restes d'un ancien village, mais contrairement à ce qu'ils avancent, l'étude des recherches de feux ne révèle, et ce en 1397 et en 1413, qu'un lieu dépendant de Cisery. Il faut donc plutôt considérer que seul un prieuré a existé à cet endroit (un peu comme celui de Vausse), ce qui est attesté par les pouillés.

- Ancien château

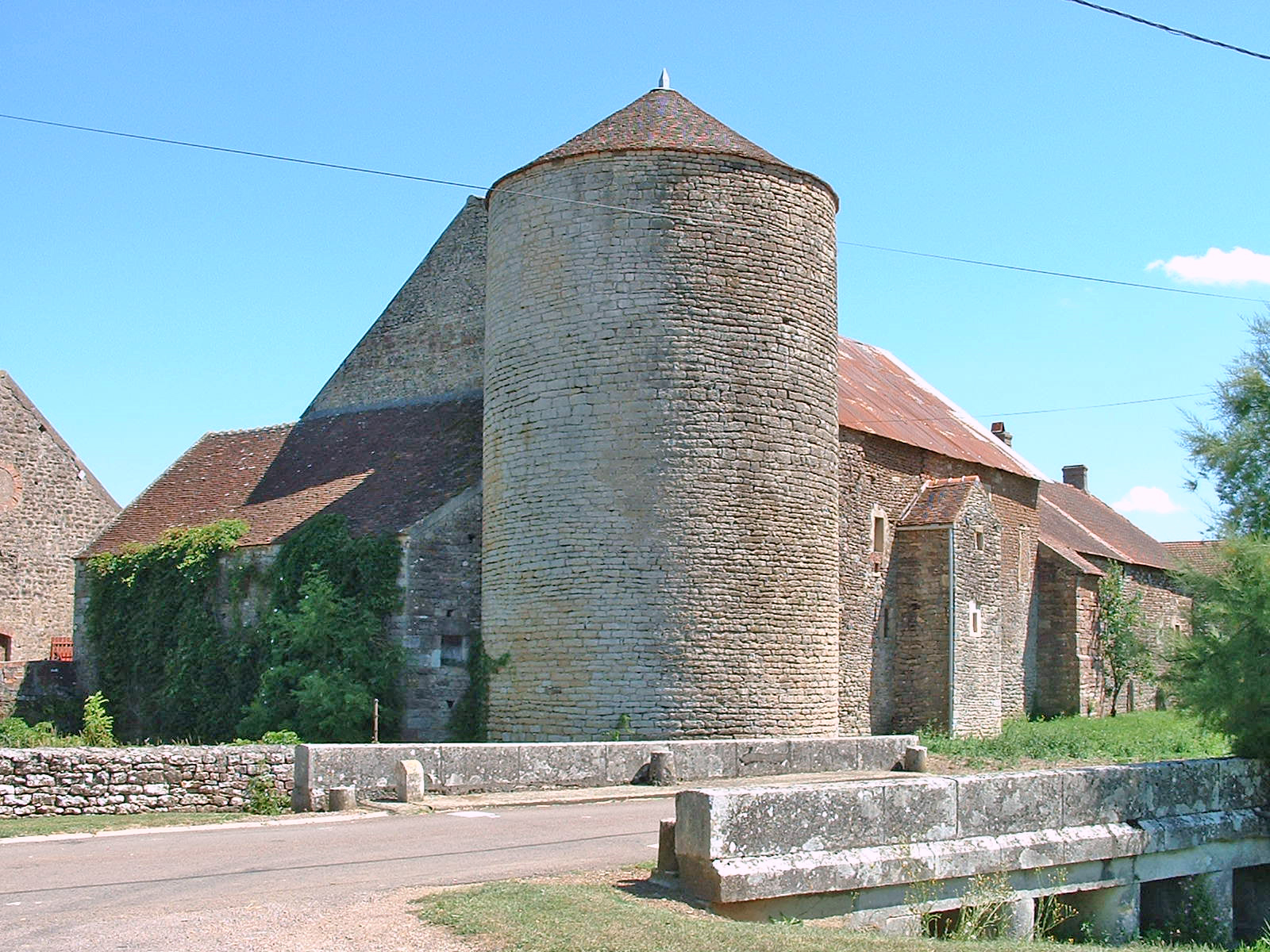
Maison-forte de Cisery.

Il s'agit des vestiges de l'ancien château seigneurial de Cisery datant du XIVe siècle, transformé aujourd'hui en ferme.

## Personnalités liées à la commune
- Lieu d'habitation de la famille Estiennot de la Serrée[8], dont un des membres répertorié, parfois et injustement, sous le nom de Claude Estiennot de la Serre  (1639 - 1699), est un moine et érudit bénédictin, ami de Jean Mabillon.

- Pierre Jolyot de Crébillon, frère du célèbre dramaturge  Prosper  Jolyot de  Crébillon. Il avait épousé Marguerite De Morand veuve de Pierre-Charles Estiennot de la Serrée (frère de Claude), une publication est en cours de rédaction sur cette histoire, en attendant et pour l'histoire de Cisery[9]

## Pour approfondir